# Hemsedal
Hemsedal è un comune norvegese della contea di Buskerud.

## Sport
Il 27 febbraio 1986 lo sciatore svedese Ingemar Stenmark vinse lo slalom gigante valido per la coppa del mondo di sci alpino sulla pista della località, davanti al tedesco Hans Stuffer ed all'austriaco Hubert Strolz, sua quarantaquattresima nella specialità ed ottantaduesima in carriera.